# Опплиген
Опплиген (нем. Oppligen) — коммуна в Швейцарии, в кантоне Берн. 
Входит в состав округа Конольфинген. Население составляет 633 человека (на 31 декабря 2006 года). Официальный код — 0622.